# Ejército Realista en Nueva España
El término Ejército Real de Nueva España alude a las fuerzas armadas europeas y americanas, utilizadas para tratar de sostener la integridad del virreinato de Nueva España dentro de la monarquía española y restaurarla cuando México se declaró independiente. 
Las campañas contra la insurgencia mexicana fueron desarrolladas por los cuerpos americanos del ejército virreinal novohispano y combatieron en solitario contra Hidalgo y Morelos hasta la llegada de expedicionarios peninsulares, dos años más tarde, en 1812. Estas son fuerzas nativas de América esencialmente, y permanecieron en el bando español hasta la imposición del Trienio Liberal de 1820, motivando el pase mayoritario de los virreinales al bando Trigarante, liderado por Iturbide, que aseguró la independencia de México en 1821. España reembarcó sus tropas pero rechazó el tratado de Córdoba, y no concluyó ninguna paz. Las campañas contra el Imperio y República de México se sostuvieron casi únicamente por la fuerza expediciónaria y España mantuvo desde Cuba su armada y ejército, que resiste en la fortaleza de San Juan de Ulúa de Veracruz hasta 1825 y finalmente dispuso la expedición de Isidro Barrada en 1829. 
Todo el esfuerzo militar realista entre los años 1810-1829 tiene el propósito de sostener la monarquía española durante la revolución hispanoamericana
. Todos los planes de reconquista cesan y se pone punto final en España a toda operación militar con el fallecimiento del monarca Fernando VII en 1833. Finalmente las cortes españolas renuncian en 1836 a la soberanía del territorio continental americano y autorizan al gobierno a concluir tratados de paz y reconocimiento, siendo México el primer país reconocido por España.

## Campañas contra la insurgencia en México
En principio la causa real se sostiene solo gracias a las tropas novohispanas. Por el contrario, cuando se inició la revolución estadounidense en los años 1775-76 inmediatamente el Reino Unido desplegó una flota que incluía 39 Navíos de guerra y un ejército expediciónario de 25 000 hombres. Al estallar la Revolución hispanoamericana Nueva España ya poseía una población y una extensión mucho mayor que toda la América colonial británica. Sin embargo, en contraste, España, que estaba inmersa en su guerra de independencia contra el emperador francés Napoleón Bonaparte, no pudo enviar ninguna expedición de refuerzo para ningún lugar de América al estallar la insurgencia americana. Tampoco pudo auxiliar a México hasta el año 1812, cuando ya habían pasado dos años después de iniciado el conflicto militar. A partir de entonces, como en otros lugares del conflicto hispanoamericano, el ejército se constituiría de una proporción de expedicionarios dentro de una mayoritaria tropa novohispana.

### El apoyo novohispano
El ejército de Nueva España, aunque numéricamente el más importante de la América colonial española, según McFarlane nunca antes de la revolución hispanoamericana llegó a superar la fuerza permanente de 6000 hombres. Sin embargo, la totalidad de la fuerza veterana secundó con disciplina a las autoridades virreinales, y casi toda la milicia lo hizo también. Al estallar el conflicto, la milicia novohispana de México, Puebla y Veracruz y del norte mexicano se mantuvo leal a la autoridad, y formó además la piedra angular del ejército de Calleja que salvó al gobierno virreinal y, con la excepción de los escasos oficiales de algunos batallones provinciales, ninguno más secundó al cura Hidalgo. Ortiz dice que en 1810 el ejército permanente se componía de 8257 hombres, más unos cuantos regimientos de provinciales en servicio, de manera que el total de fuerzas efectivas no sumaba más de 27 000 elementos. Pero indica que Humboldt da una cifra aproximada de 30 000 hombres, de los cuales la tercera parte pertenecía al ejército permanente. Mientras que Archer considera que la suma total de estas fuerzas era de 24 462 efectivos, pero no diferencia la fuerza permanente.
En plena explosión revolucionaria, la activación y movilización de las milicias borbónicas y la incorporación de la población civil a la guerra contra los insurgentes fue posible por la extraordinaria actividad de Calleja, que había llegado a Nueva España en 1789, a la edad de 36 años, y conocía y convivía con los mexicanos y había creado varias de aquellas milicias en años anteriores. La organización y funcionamiento de las milicias novohispanas pasó según Ortiz por cuatro etapas:
- Entre octubre de 1810 y mayo de 1811: las activadas con el estallido de la insurrección.
- Entre junio de 1811 y febrero de 1813: las organizadas por Félix María Calleja.
- Entre marzo de 1812 y febrero de 1821: la reestructuración político-económico-militar.
- Entre marzo y septiembre de 1821: tras la subversión del plan de Iguala.

En los años que se sucedieron, la creencia de los gobiernos españoles, de cualquier signo, de la presencia de un apoyo de la opinión pública novohispana hacia la monarquía, incluso más allá de la consolidación de la independencia mexicana, justificó el envío de expedicionarios europeos para sostener la causa realista hasta el final de la contienda. Sin embargo, este apoyo al régimen español se agotó, entre otras razones, debido a la devastación del país producto de una guerra que se hacía perpetua, lo que conlleva a la desarticulación de la jerarquía virreinal, atomizada por caudillos realistas regionales con cada vez más poder, a los que se sumaron los acontecimientos políticos peninsulares que afectaron al monarca español y a sus representantes más directos en el gobierno virreinal.
| Departamentos                         | Nombres de los comandantes             | Número de hombres |
| ------------------------------------- | -------------------------------------- | ----------------- |
| División de México                    | El virrey                              | 2660              |
| División de Apan                      | Cor. Manuel de la Concha               | 1310              |
| Secc. Huejutla                        | Tte. Cor. Alejandro Álvarez de Güitián | 151               |
| Ejército del Sur                      | Brig. Ciriaco del Llano                | 6699              |
| División de Veracruz                  | Mariscal José García Dávila1           | 6482              |
| Tropas destinadas a convoyes          | Cor. Francisco Hevia                   | 968               |
| Tropas Isla del Carmen                | Cor. Cosme de Urquiola                 | 339               |
| División Acapulco                     | Cor. José Gabriel de Armijo            | 2651              |
| Sección Toluca                        | Cor. Nicolás Gutiérrez                 | 282               |
| División Ixtlahuaca                   | Cor. Matías Martín y Aguirre           | 787               |
| División de Tula                      | Cor. Cristóbal Ordónez                 | 888               |
| División de Querétaro                 | Brig. Ignacio García Rebollo           | 991               |
| Ejército del Norte                    | Cor. José Castro                       | 3803              |
| Ejército de reserva                   | Mariscal José de la Cruz               | 3363              |
| División de San Luis Potosí           | Brig. Manuel María de Torres           | 614               |
| Div. Provincias Internas de Oriente   | Brig. Joaquín Arredondo                | 3987              |
| Div. Provincias Internas de Occidente | Mariscal Bonavia                       | 279               |
| Antigua California                    | Cap. Argüello                          | 109               |
| Nueva California                      | Tte. Cor. Pablo Sola                   | 3665              |
| Total                                 |                                        | 39 436            |

#### Las milicias de pueblos y pequeñas localidades
Se trata de cuerpos armados locales, de cada pueblo, no permanentes, no regulares, de carácter voluntario, y composición popular. Estas compañías de voluntarios llamados «patriotas distinguidos defensores de Fernando VII» y «fieles realistas defensores de Fernando VII» se fusionaron y formaron las compañías de milicias «patrióticas». Estas milicias se crearon para defender cada pueblo de la insurgencia, delegando la responsabilidad de la protección de cada pueblo en las élites locales y sus pobladores. Puso a prueba la capacidad de cada pueblo de organizarse y armarse en defensa de sus intereses locales frente a la insurgencia y al ejército regular que iba en busca de los insurgentes, y que imponían contribuciones, víveres y caballos y recluta de gente.
El sistema de milicias fue eficaz en la lucha contra la insurgencia, pero estableció la base de una estructura que puso los cimientos del triunfo de los pueblos y élites locales contra la centralización del poder y la monarquía. Zarate dice que es posible que el número de combatientes españoles se elevase hasta 80 000 «hombres sobre las armas», con base en una carta secreta de 1814 del obispo Manuel Abad y Queipo en la que se queja contra el virrey Calleja, sumando estos «realistas de los pueblos».

### Las expediciones de reconquista a México (1812 - 1817)
La primera expedición de reconquista por fin llegó en el año 1812, y estas unidades no pretendían constituir una fuerza decisiva, ya que por sí mismas no eran una fuerza numéricamente significativa, pero buscaron servir de argumento político y materialmente de auxilio, ya que, engarzadas en el ejército novohispano, cumplían la misión de cohesionar el ejército. La misión consistía en dar asistencia al ejército del país. Se debían alejar rápidamente de la costa, debido al vómito negro (fiebre amarilla). Pero los regimientos prácticamente desaparecían por la extensión del virreinato y los batallones se desintegraron divididos en secciones que servían en guarniciones, convoyes y en la lucha contrainsurgente. De esta forma, los escasos destacamentos expedicionarios prolongaron indefinidamente la guerra contrainsurgente. 
Pero en el año 1820, tras la crisis política en el seno del gobierno español, los ejércitos realistas abandonados a su suerte ya no recibían paga ni asistencia o refuerzos por parte del gobierno liberal, y el giro político mexicano determinó que en 1821 la mayor parte de sus hombres, algunos peninsulares, se unieran a Iturbide: Melchor Álvarez, Rafael Bracho y Domingo Luaces. Y que para diciembre de 1821, con el acuerdo de abandonar México, las tropas españolas se dirigiesen al reembarque: 492 oficiales y 3699 sargentos cabos y soldados. Desde La Habana fueron repatriados a España y arribaron a Cádiz entre el 27 de abril y 3 de octubre de 1822, y quedaron acantonados en Mahón, Murcia, Alicante, Valencia y Madrid.
| Año  | Número total de hombres | Jefe de la expedición                | Unidades y comandantes (entre paréntesis los cambios de nombre de unidades en el año 1820) | Unidades y comandantes (entre paréntesis los cambios de nombre de unidades en el año 1820) | Unidades y comandantes (entre paréntesis los cambios de nombre de unidades en el año 1820) |
| Año  | Número total de hombres | Jefe de la expedición                | Unidad                                                                                     | Composición                                                                                | Oficiales                                                                                  |
| ---- | ----------------------- | ------------------------------------ | ------------------------------------------------------------------------------------------ | ------------------------------------------------------------------------------------------ | ------------------------------------------------------------------------------------------ |
| 1812 | 3857                    | -                                    | Batallón Asturias (Mallorca)                                                               | 270 soldados                                                                               | Juan Cándamo, teniente coronel †                                                           |
| 1812 | 3857                    | -                                    | Batallón Lobera (Infante Don Carlos)                                                       | 847 soldados                                                                               | José Joaquín Márquez y Donallo, coronel; Francisco Bucelli, teniente coronel               |
| 1812 | 3857                    | -                                    | Regimiento América (Murcia)                                                                | 817 soldados, un batallón                                                                  | Conde de Castro-Terreño; Juan José Olazábal                                                |
| 1812 | 3857                    | -                                    | Batallón Castilla (Voluntarios de Castilla)                                                | 649 soldados                                                                               | Francisco Hevia †                                                                          |
| 1812 | 3857                    | -                                    | Batallón Zamora                                                                            | 910 soldados                                                                               | Rafael Bracho                                                                              |
| 1812 | 3857                    | -                                    | Batallón Fernando VII -expedicionario-                                                     | 364 soldados                                                                               | Ángel Díaz del Castillo y Sanjurjo, teniente coronel                                       |
| 1813 | 1895                    | -                                    | Batallón Extremadura                                                                       | 995 soldados                                                                               | Benito Armiñan, coronel                                                                    |
| 1813 | 1895                    | -                                    | Batallón Saboya (Reina)                                                                    | 900 soldados                                                                               | Melchor Álvarez, coronel                                                                   |
| 1815 | 1749                    | Brigadier Fernando Miyares y Mancebo | Regimiento Órdenes Militares                                                               | 1126 soldados, 2 batallones                                                                | Francisco LLamas, coronel                                                                  |
| 1815 | 1749                    | Brigadier Fernando Miyares y Mancebo | Batallón Voluntarios de Navarra (Barcelona)                                                | 623 soldados                                                                               | José Ruiz, coronel                                                                         |
| 1817 | 1547                    | Mariscal de Campo Pascual Liñan      | Regimiento de Zaragoza                                                                     | 2 batallones                                                                               | Domingo Estanislao de Luaces, brigadier                                                    |

#### Expedicionarios del año 1812
Parten de puertos españoles un total de 3857 hombres, que llegan al puerto de Veracruz organizados en entidades de batallón. Procedente de La Coruña, arriba el batallón tercero de Asturias el 14 de enero de 1812, formado por 270 soldados, en el barco Miño. El batallón Lobera lo hace dos días más tarde, el 16 de enero de 1812, también procedente de La Coruña, en el barco Algeciras, con 847 soldados.
El Regimiento América llega a Veracruz el 29 de enero de 1812, en la expedición al mando del Conde de Castro-Terreño y escoltada por el Navío Asia, en cinco transportes que incluyen tres fragatas: Vicenta, Coro y Magallanes. Vienen de Cádiz, bajo el mando de su jefe Juan José Olazábal y con 817 soldados. Sin embargo, el Batallón segundo de América, de 520 hombres, había quedado en La Habana para reforzar la dotación de la isla de Cuba. El batallón Castilla arriba en junio, al mando de su jefe Francisco Hevia, formado por 649 soldados. El batallón Zamora llega a Veracruz el 23 de agosto de 1812, procedente de Pontevedra y Vigo, al mando de su jefe Rafael Bracho, formado por 910 soldados. El Batallón Fernando VII -expediciónario- arriba el 28 de septiembre procedente de Cádiz, al mando de su jefe teniente coronel Ángel Díaz del Castro, incluía a 364 soldados.

#### Expedicionarios del año 1813
En el año 1813 zarpan un total de 1.895 hombres desde la península. Son el batallón Extremadura, bajo el mando del coronel Benito Armiñán, formado por 995 hombres, y el batallón Saboya, bajo el mando del coronel Melchor Álvarez, formado por 900 soldados.

#### Expedicionarios del año 1815
En el año 1815 salen de Cádiz un total de 1.749 hombres, que al mando del Brigadier Fernando Miyares y Mancedo, en la Fragata Sabina, arriban a Veracruz el 18 de junio de ese año. Se trata de dos batallones, formados por 1.126 hombres, del regimiento Órdenes Militares, y un batallón de Navarra, formado por 623 hombres.

#### Expedicionarios del año 1817
En el año 1817 parten de puertos españoles 1.547 hombres. Se trata de dos batallones del regimiento de Zaragoza, formados por 1547 hombres, que llegan en abril, al mando del brigadier Domingo Luaces y del mariscal de campo Pascual Liñán.

### Sublevación de la Grande Expedición (1820)

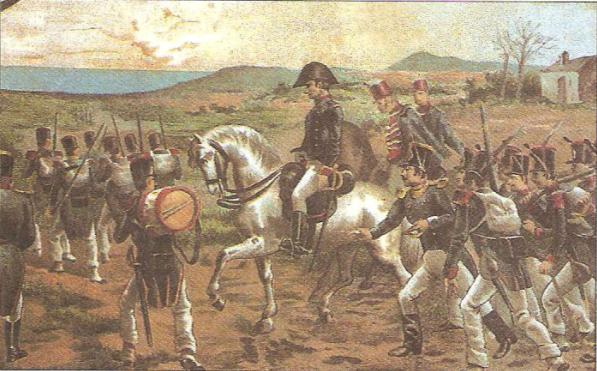
Rafael del Riego conduciendo a las tropas expediciónarias sublevadas. España-1820

Transcurridos dos años desde la Gran expedición de Pablo Morillo sobre la América meridional, los malos resultados de la guerra habían cambiado la opinión del gobierno, y el Consejo de Indias, el 9 de noviembre de 1816, sobre el destino de la brillante y costosa expedición de Morillo, reconoció que enviarla a Venezuela (Montevideo se mantuvo como una farsa), en vez de reforzar México como punto más importante, ya que los ingresos mexicanos representaban el noventa por cien del total de los caudales americanos al final del periodo colonial, fue un error que cambió el curso de la guerra:

Parecía puesto en buen juicio que habiendo insurrección en ambas Americas y en territorios bastantemente apartados quando la Metropoli no puede atender asi misma, se contragesen todos los esfuerzos posibles al punto mas interesante y de un exito menos difícil que era la Nueva España. Con un Virrey de calidades á proposito, con oficiales diligentemente buscados, y con poca fuerza de tierra y de mar se habría pacificado en corto tiempo, y bien sostenido allí el orden publico, el gobierno ganaba un credito grande, el exemplo imponía en todas partes á los perturbadores, y el Reyno de Mexico, que de suyo es poderoso, era un apoyo para acudir á otros puntos. Lejos de esto se proyectó una expedición para el Rio de la Plata, que por su magnitud no pudo salir á tiempo, y cambiado el obgeto se dirigió á Venezuela. AGI, Estado 88.

La reconquista militar se mantuvo dentro de las líneas de acción del gobierno español. La Grande Expedición fue organizada por el antiguo virrey novohispano y capitán general de Andalucía, Félix María Calleja del Rey. Sus fuerzas terrestres sumaban 20.200 infantes, 2.800 jinetes y 1.370 artilleros con 94 piezas de campaña, otras de menor calibre y abundante parque a finales de 1819 en Cádiz y la isla San Fernando pero poco después estallaba una epidemia de vómito negro. Había catorce escuadrones de caballería. El comandante de la expedición y del ejército era el Enrique José O'Donnell, conde de La Bisbal. Las fuerzas navales que debían escoltar a los transportes iban al mando de Francisco Mourelle, eran cuatro navíos de línea, tres a seis fragatas, cuatro a diezbergantines, dos corbetas, cuatro bergantines goleta, dos goletasy treinta cañoneras. La tripulación se componía de 6000 marinos.
El destino de la "Grande Expedición" no quedó concretado. Unos historiadores creen que nuevamente iba dirigida a la América meridional (Venezuela o Río de la Plata). Pero historiadores mexicanos afirman que esta vez iba dirigida sobre México, asegurando lo más valioso de la monarquía, señalando el Río de la Plata como otro montaje para el engaño, tal como pasó con la Expedición de Morillo a Venezuela.

Fernando VII vuelve al tema antiguo de subyugarnos, y prepara una grande expedición que llama "de Buenos Aires"; tal fue la voz que esparció, é hizo creer aun á los mismos argentinos preparándolos para su defensa; pero en realidad era para el reino de México. Su camarilla secreta le había representado que siendo esta parte lo mas precioso de la monarquía por sus riquezas, población y mayor proximidad á España, debería asegurarla á toda costa, dejando al tiempo que aferrada esta presa por medio de ella, misma se asegurasen las demás posesiones de ambas Américas. Persuadido de esta verdad Fernando confió la expedición á Calleja honrándolo antes con el título de conde de Calderon, como la persona, mas á propósito para realizar la empresa por sus conocimientos de este país.

Pero la rebelión de Rafael de Riego y del ejército español de Cádiz condujo España al llamado Trienio liberal. En Europa, el 1 de enero de 1820, el coronel español Rafael de Riego junto con otros liberales convencieron a los soldados reunidos en la localidad Las Cabezas de San Juan para que se rebelaran y restaurasen la Constitución de Cádiz de 1812. Se trata de la rebelión de los 22 000 soldados que formaban la gran expedición a Ultramar, cuya fuerza se había concentrado en Cádiz, y que abandonaron definitivamente la misión de embarcarse para reprimir a los insurgentes americanos, desautorizando a su jefe Félix María Calleja del Rey. El alzamiento fue apoyado por grupos dispares cuya común denominador era el restablecimiento de la constitución de 1812. El rey Fernando VII, sin apoyo militar, tuvo que renunciar a su absolutismo despótico y quedar prisionero bajo el poder de las Cortes liberales. Sin embargo el nuevo gobierno español constitucional sumido en una perpetua crisis por su supervivencia no resuelve llegar a la paz con los insurgentes americanos, pero interrumpe unilateralmente las operaciones militares en apoyo de los realistas en América, generando un completo abatimiento y desafección de los que permanecían leales a España. La constitución española fue restablecida en Nueva España por fin el 31 de mayo de 1820 por el virrey Apodaca. Como única medida el gobierno liberal manda a Juan O'Donojú como nuevo jefe político superior de Nueva España. La ausencia de nuevos refuerzos en un momento tan decisivo garantizó la independencia de América. 
El Trienio liberal apenas sobreviviría unos años entre 1820-1823. Las potencias europeas de la Santa Alianza enviaron un ejército francés de cien mil soldados para restaurar al monarca en el trono absoluto, y dicho ejército francés permaneció ocupando España hasta el año 1828, pero en España el absolutismo se mantuvo hasta 1833 fecha en la que muere Fernando VII.

### Resultados de la contrainsurgencia
El orden virreinal se sostuvo, sin embargo, y todas las sublevaciones populares se disolvieron. Sus líderes ajusticiados, prisioneros o capitulados habían sido derrotados por las armas españolas, y los escasos caudillos insurgentes supervivientes, convertidos en guerrilleros, terminaron refugiados en zonas inhóspitas. En 1821 eran perseguidos Vicente Guerrero y Guadalupe Victoria en sus propios lugares de refugio, pero todo el país se encontraba devastado tras una década de lucha y violencia entre revolucionarios y realistas, y cerca de medio millón de habitantes habían muerto. De manera que aunque no se había conseguido la caída del gobierno español, en realidad la autoridad virreinal era cuestionada y combatida por la insurgencia. Sin embargo el acuerdo para la independencia no fue resultado de la lucha armada de los caudillos guerrilleros, sino del tratado entre Juan O'Donojú, jefe político del gobierno español de una parte, y el jefe del pronunciamiento de una facción del ejército realista, el mexicano Agustín de Iturbide quién había adoptado la causa independentista. El tratado fue rechazado por el gobierno de España, y O'Donoju reemplazado de su cargo, pero con la entrada de los trigarantes en la ciudad de México se consolida el movimiento independentista mexicano.
| Virreyes             | Batallas |
| -------------------- | --- |
| Javier Venegas       | • 1810 • Alhóndiga de Granaditas - Puerto de Carroza - Batalla del Monte de las Cruces - Valladolid - Zacoalco - Aculco - Guadalajara - Tres Palos - Guanajuato - Real del Rosario • 1811 • Aguanueva - Urepetiro - Puente de Calderón - Puerto del Carnero - San Ignacio de Piaxtla - Puerto de Piñones - Zacatecas - El Veladero - Maguey - Llanos de Santa Juana • 1812 • Toma de Zitácuaro - Tecualoya - Tenancingo - Sitio de Cuautla - Izúcar - Huajuapan - Tenango - Zitlala - Escamela - Orizaba - Oaxaca. |
| Félix Calleja        | • 1813 • Sitio de Acapulco (1813) - La Chincúa - Expedición de Gutiérrez-Magee - Medina - Lomas de Santa María • 1814 • Puruarán • 1815 • Temalaca • 1816 • Cañada de Los Naranjos |
| Juan Ruiz de Apodaca | • 1817 • Campaña de Mina - Combate del Valle de Maíz - Sitio de Soto la Marina - Peotillos - Los Arrastraderos - Fuerte del Sombrero - San Diego de la Unión • 1818 • El Tamo - Cerro de Barrabás • 1819 • Agua Zarca • 1821 • Batalla de Córdoba (México) •Asedio de Veracruz (1821) |

## Campañas posteriores a la independencia de México
Trata de la defensa del territorio español en conflicto tras la instauración del estado mexicano independiente en 1821, hasta la última resistencia en suelo continental en la fortaleza de San Juan de Ulúa en Veracruz, también la defensa de la Capitanía General de Cuba y sus aguas, por último, de la expedición Barradas, en 1829, con el propósito impracticable de restaurar la monarquía española en Nueva España y el deseo último, quimérico entonces, de acabar con la independencia hispanoamericana.

### Crisis del gobierno español en Nueva España (1821)

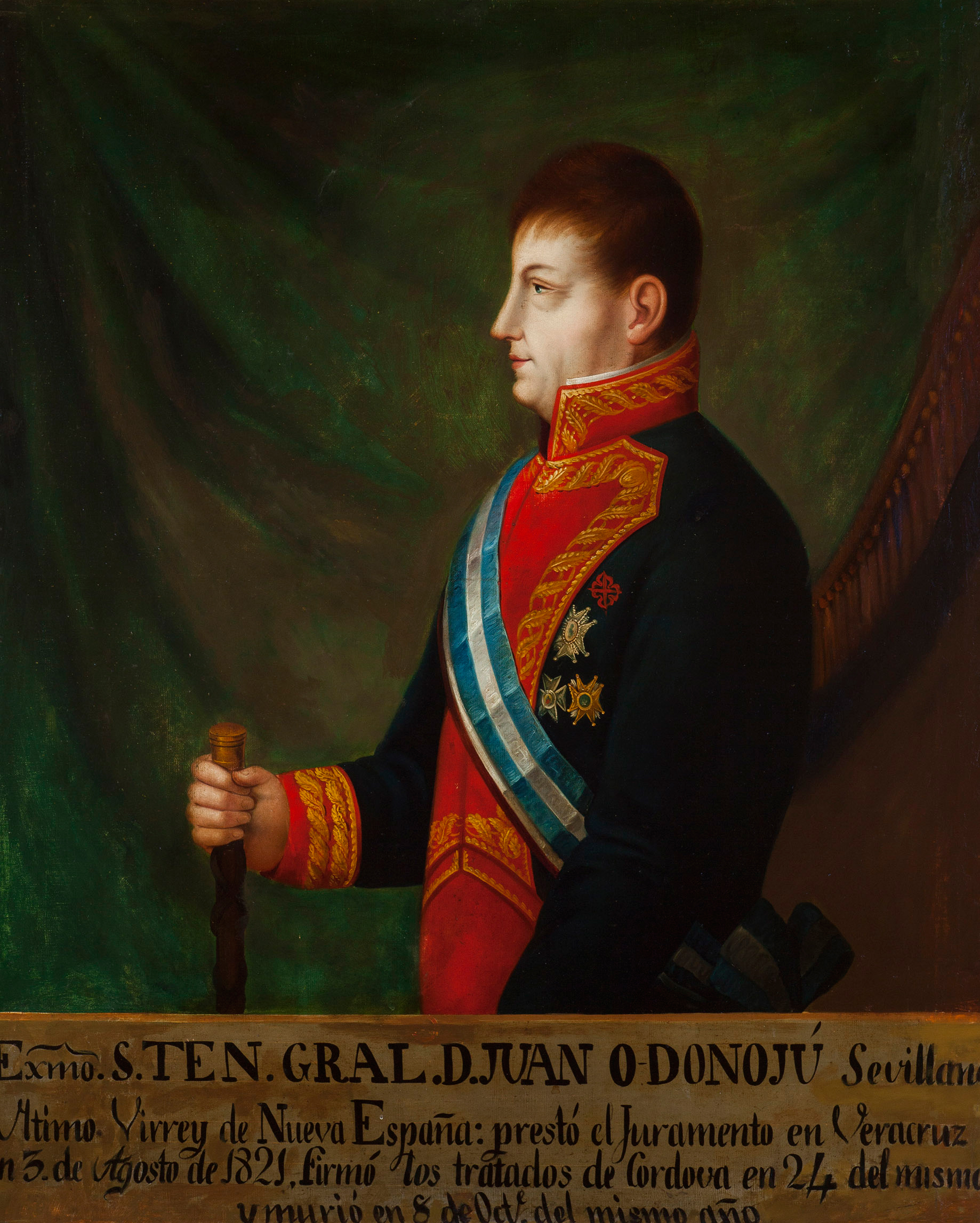
retrato de Juan O'Donojú, designado jefe gobierno de Nueva España por el Trienio Liberal

El mantenimiento del poder virreinal novohispano se había conseguido contra la insurgencia en el campo de batalla por las armas realistas, pero en opinión del historiador Timothy Anna «España ganó la guerra, pero perdió el país» porque perdió su legitimidad en el gobierno. No se había restablecido la «autoridad», de manera que debía mantenerse por la fuerza militar, aún por tiempo indefinido. El Trienio Liberal toma el poder en España el 1 de enero de 1820 y poco después la constitución española fue restablecida en Nueva España, el 31 de mayo de 1820, por el mismo virrey Apodaca, que cambia su cargo por jefe político superior. Algunos meses más tarde, en febrero de 1821, Apodaca tuvo conocimiento de la sublevación de Iturbide. Pero no fue hasta el 14 de marzo de 1821 que Apodaca declara a Iturbide fuera de la ley, y manda reunir el ejército del Sur al mando del mariscal de campo Pascual de Liñán para combatirle. El virrey Apodaca no pudo atajar la sublevación de Iturbide y mientras Itúrbide y el plan Iguala iban ganado partidarios aceleradamente, el mando político español en la capital del virreinato enfrentaba una fuerte convulsión. 
El 5 de julio de 1821, los mandos militares españoles en la capital de México mediante un pronunciamiento militar dan un ultimátum para deponer a Juan Ruiz de Apodaca del gobierno de Nueva España. El regimiento Órdenes Militares y el batallón Castilla, junto a un escuadrón llamado de la integridad, más la guardia del palacio virreinal y dos compañías de Marina ocuparon los accesos al Palacio de gobierno. El batallón al mando de subalternos abandonó a su jefe el coronel del Fernando VII, D. Ángel Díaz del Castillo, y se sumaron para sostener la deposición. El oficial más notorio de la revuelta fue D. Francisco Bucelli, teniente coronel graduado de coronel del regimiento Infante Don Carlos (antes Lobera) y sus oficiales y también los oficiales del regimiento de Órdenes Militares. Pedían a la Junta de Guerra la renuncia del virrey y que fuese sustituido por uno de sus subinspectores, Francisco Novella. El general Pascual Liñan, implicado en la deposición de Apodaca, hizo muestras de llamar al orden sin resultado. Finalmente el virrey firmó un documento de renuncia que redactó él mismo. Apodaca el 25 de septiembre de 1821 se embarca en Veracruz, en el navío «Asia», el mismo que había traído a Juan de O'Donoju.
No solamente ocurrió el relevo ilegítimo del virrey Apodaca por Francisco de Novella, sino también más tarde se presentaron tensiones entre Francisco Novella y Juan O'Donojú ya que el nuevo jefe político superior de Nueva España estaba asumiendo compromisos con los independentistas en los Tratados de Córdoba para los que no estaba capacitado, y que el gobierno de España rechazó de forma tajante. Capitulan el Fuerte de San Diego y la Fortaleza de San Carlos de Perote. Los jefes españoles abandonan la capital Ciudad de México el 27 de septiembre de 1821 y trataron de organizar la resistencia en el puerto de Veracruz, donde se negaron a obedecer a un deslegitimado O'Donojú, que murió en México el 8 de octubre de 1821 de pleuresía, con la sospecha de haber sido envenenado. El 26 de octubre el gobernador de Veracruz organiza la resistencia en la fortaleza de San Juan de Ulúa.

### La defensa de la fortaleza de San Juan de Ulúa
El puerto de Veracruz fue la última ciudad en disputa entre realistas e independentistas. El 26 de octubre de 1821 José Dávila, gobernador de Veracruz, ordena la resistencia tras las murallas de la fortalezas de San Juan de Ulúa que dominan el puerto. En diciembre de 1821 embarcan los últimos expedicionarios europeos que abandonan México rumbo a Cuba para su repatriación. 
Sin embargo un millar de soldados españoles permanecieron en Nueva España, de ellos la mitad quedaron al mando de José Dávila formando los batallones Infante Don Carlos y Barcelona, y se unieron al batallón Cataluña en la defensa de la plaza de San Juan de Ulúa.
El gobierno español en sustitución del fallecido O'Donoju nombra a Francisco Lemaur con como jefe político superior de Nueva España el 10 de mayo de 1822, cargo que aceptó el 27 de julio.  Francisco Lemaur toma el mando de la dotación de San Juan de Ulúa el 24 de octubre de 1822, sustituyendo a José Dávila. En noviembre de 1825 motivado por la enfermedad de Lemaur, toma su relevo del mando don José Coppinger, último gobernador de la Florida española, que con el extravío del relevo por mar, que coincide con una epidemia de escorbuto en la guarnición que la inutiliza, se ve obligado en 1825 a la capitulación de la fortaleza.

### La campaña naval de la Isla de Cuba

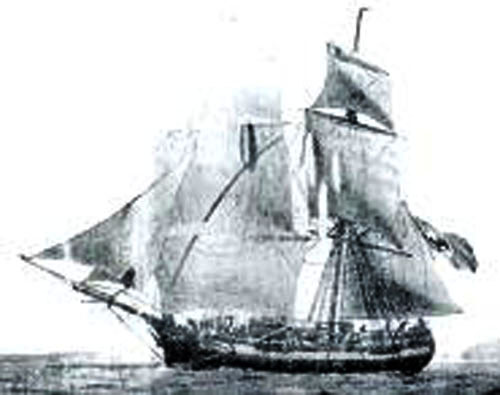
La armada española, al mando de Ángel Laborde derrota a la marina mexicana en la Batalla de Mariel y captura el buque Guerrero, siendo muerto su comandante David Henry Porter

El fortalecimiento de la marina cubana proporcionará esperanzas a los que aún aspiran a la restauración española, entre los cuales se encuentran los que se resisten en suelo continental a reconocer el triunfo de los independentistas. El presupuesto naval del jefe de la armada, Ángel Laborde, será bien recibido y es aprobado por el gobierno español que consideraba que la flota es imprescindible para la conservación de las islas del Caribe español.
Sin embargo en noviembre de 1825 cae la fortaleza de San Juan de Ulúa en América septentrional. Y en enero de 1826 se pierden los últimos bastiones españoles en Suramérica, El Callao y Chiloé. Pero también se realizan los preparativos de la división naval que dirige el brigadier Ángel Laborde, empresa que aportará optimismo a los partidarios de la españolidad de América y desazón a sus enemigos. Se mejorará la dotación de buques, y se hostilizará a los insurgentes colombianos y mexicanos, frenando cualquier intento invasor contra Cuba y Puerto Rico; y a la par inquietando a los gobiernos independentistas de los países continentales del Caribe, temerosos ante los posibles planes reconquistadores realistas, que sin embargo no cuajarán.
En 1826 se realizan operaciones españolas contra los puertos de Costa Firme y se apoya su guerrilla realista.  El apostadero de La Habana consigue proteger el comercio español frente a los navíos independentistas. En 1827 la fragata «Lealtad» de 52 cañones captura al bergantín mexicano «Guerrero» de 22 cañones. A principios de 1828 se incorpora a las fuerzas españolas el navío «Soberano» de 74 cañones, sumando doce buques de guerra, incluido el Guerrero, más otros cuatro barcos menores, hace un total de 482 cañones de la armada. La última en incorporarse es la Fragata «Restauración» escoltando una expedición de dos mil hombres para reforzar la dotación de Cuba. El gobierno mexicano temía un ataque que se materializa en el año 1829.
Fernando VII no dejó de emplear los medios militares para reconquistar América, y lo intentó mediante una expedición sobre México. En 1829 la banca extranjera propuso un préstamo de 750 millones de reales para la reconquista de América pero el préstamo no se aceptó. A México se enviaría finalmente una expedición de unos tres mil quinientos hombres, sufragada desde Cuba. Pero la expedición de Barradas conducida por la división naval de Laborde distaba mucho de los veinte mil hombres que se requerían previsiblemente para el éxito de su misión. Sin embargo el fracaso de Barradas no acaba con la idea de reconquista, y en abril de 1830 se hablaba de otra nueva expedición contra México. Sin embargo en noviembre de 1830 Laborde recibe la orden del gobierno español de anular cualquier operación militar que no sea para proteger exclusivamente el comercio de Cuba y Puerto Rico. Fernando VII había perdido el apoyo de Francia al caer el monarca absolutista francés.

### La expedición de Isidro Barradas
En 1823 se realiza la restauración del gobierno absolutista de Fernando VII en España con la intervención militar francesa al mando de Luis Antonio de Francia. El monarca absoluto no tarda en ofertar el puesto de Capitán General de Cuba con la encomienda urgente de reconquistar México. Primero lo hace a Juan Ruiz de Apodaca, que declina por enfermedad, y seguidamente a Francisco Dionisio Vives que ocupa el cargo entre 1823 y 1832. El primer plan conocido para la reconquista de Nueva España es la "Exposición del Teniente Coronel D. Pascual Churruca sobre la pacificación de América", presentado en 1824 por Pascual Churruca, comandante del regimiento Valençay, y ayudante de campo del mariscal Miguel de la Torre, batido en la batalla de Carabobo por Bolívar. El capitán de Navío Juan Bautista Topete y Viaña, comandante apostadero de Veracruz, y luego de La Habana, presentó un nuevo plan ese mismo año 1824, y más tarde lo hace Francisco Javier Cervériz, antiguo comandante de La Guaira en 1824 y en 1826. En ese mismo año 1826 otro veterano, el mariscal de campo Gerónimo Valdés, capitulado en la batalla de Ayacucho, presenta su "Plan para la reconquista de las dos Américas", pero requiere 20.000 hombres para México y la misma cifra para Buenos Aires. Se suceden varios proyectos hasta 1828. Finalmente el proyecto presentado por Joaquín Miranda y Madariaga, que prevé una fuerza de 12.000 hombres seguida de otros tantos una vez establecidos en el continente, es del que se derivan las instrucciones entregadas a Barradas. En definitiva, bajo unas falsas expectativas del apoyo de la sociedad mexicana hacía la restauración en México del monarca Fernando VII el gobierno español emprende una expedición compuesta por una división de infantería, que figura el 5 de julio de 1829, día del embarque, con 3.376 hombres. Se trata de una fuerza de 3.170 soldados y 206 empleados de distintos ramos, y que al frente del brigadier Isidro Barradas pretende una nueva campaña militar para la reconquista de México.
El gobierno de España aprobó este proyecto por una Real Orden, fechada el 21 de agosto de 1828, donde se disponía que los brigadieres Ángel Laborde, comandante general del Apostadero de La Habana, e Isidro Barradas, coronel del regimiento de Infantería Ligera de la Corona, desembarcaran en algún lugar de la costa de la que todavía llamaban Nueva España. Las tropas destinadas a la empresa de reconquista de México, formadas por el Regimiento de la Corona, fueron acantonadas en el pueblo cubano de Regla frente al puerto habanero, de donde salió la expedición al mando de Barradas el 5 de julio de 1829. Las fuerzas terrestres se limitaban únicamente al ya citado regimiento de la Corona con un total de 3217 hombres, 135 oficiales y siete jefes; un escuadrón incompleto con 69 soldados y 15 oficiales con su jefe; una compañía de artillería con seis piezas, tres oficiales y 63 combatientes; y otra de guías, con un oficial y 61 soldados. El Estado Mayor estaba compuesto por el comandante del regimiento de la Corona, Fulgencio Salas, y tres oficiales escogidos. Eran en total 3556 hombres, entre ellos algunas unidades de milicias de negros habaneros. Las fuerzas navales, bajo las órdenes de Laborde, y en las que también participaban Aviraneta y el padre Bringas, la integraban el navío Soberano, las fragatas Lealtad y Restauración y siete transportes más: el bergantín Catalina y cuatro fragatas de bergantines norteamericanos, mandados y tripulados por marinos de la misma nacionalidad: Robin Hood, Tritón, Rogger, Bingham, Chillón y Cornelia. 
Durante la travesía un fuerte temporal dispersó los barcos, y la fragata transporte Bingham, con casi 500 soldados a bordo, debió buscar refugio en Nueva Orleans, debiéndose restar esos soldados que no participaron finalmente de la expedición. Barradas desembarcó con sus fuerzas disminuidas por el temporal en Punta de Jerez, cerca de Tampico, el 27 de julio. Una vez en suelo mexicano dio a conocer una proclama del capitán general de Cuba, fechada en La Habana el 17 de junio y que en una de sus partes decía:

Yo os ofrezco, Mejicanos, en el Real nombre de S. M. el Señor DON FERNANDO VII, y cumpliendo sus soberanos preceptos: repico que se echará un denso velo sobre todo lo ocurrido en los últimos ocho años; y que nadie será molestado ni perseguido en manera alguna, cualquiera que hayan sido sus opiniones políticas y conducta durante aquel desgraciado periodo, por ser así la expresa voluntad de S. NI., que desde su Real solio ha mirado con ojos de compasión las desgracias y calamidades de sus siempre amados y queridos hijos de Nueva España.

| División de Vanguardia Comandante - Brigadier Isidro Barrada Valdés Unidades y Comandantes - Regimiento de la Corona (3 batallones) - I Batallón Rey Fernando - II Batallón Reina Amalia - III Batallón Real Borbón (sacados del regimiento Barcelona 234 hombres regresaron 107) - Escuadrón desmontado de caballería (incompleta) - Compañía de artillería (corta) |

Luego de algunas escaramuzas, y sin encontrar mayor resistencia, los expediciónarios ocuparon Tampico, Altamira y algunos otros puntos de menor importancia en la costa del Golfo de México. Empero, la hostilidad creciente de las tropas mexicanas, guiadas por Santa Anna, De la Garza, y Mier y Terán, unida a las enfermedades epidémicas que pronto afectaron a los españoles, acabaron con la empresa de reconquista. El 3 de septiembre se contaba con 1.000 enfermos hospitalizados y alimento para cinco días. Barradas convocó una junta de guerra y el día 8 de septiembre le comunica a Santa Anna que le propone una capitulación. 
El 11 de septiembre de 1829 se da en Nueva España el último combate de los ejércitos realistas para restaurar la monarquía española de Fernando VII y acabar con la independencia mexicana. Santa Anna exige una rendición incondicional de la expedición que había quedado diezmada y sitiada, pero luego finalmente acepta la propuesta española de capitulación hecha con anterioridad, tras frustrarse los once asaltos a la bayoneta realizados por los mexicanos contra la posición española del río Pánuco. En fecha reciente el gobierno de México ha decidido conmemorar la Batalla de Tampico (1829). La expedición de Barradas de 1829 será último esfuerzo militar de España en suelo continental contra la independencia hispanoamericana.

## Fin de la guerra y reconciliación
El monarca español Fernando VII pierde toda posibilidad de ayuda francesa para reconquistar sus antiguas colonias con la caída del gobierno borbónico reaccionario en Francia y el ascenso del constitucional Luis Felipe al trono francés en 1830.  François-Xavier Guerra en su obra «Las revoluciones hispánicas: independencias americanas y liberalismo español» dice que: son los hechos ocurridos en 1830 en Europa los que motivan al monarca Fernando VII para acceder que sus ministros traten de la finalización del problema de América. México y Colombia quedaron libres por fin de la amenaza de España.
Finalmente todos los planes de reconquista cesan con el fallecimiento del monarca Fernando VII el 29 de septiembre de 1833, cuando se pone punto final en España a toda operación militar contra la independencia de los estados hispanoamericanos. Por último, el 4 de diciembre de 1836, las cortes generales del reino autorizan al gobierno para que, no obstante los artículos de la Constitución promulgada en Cádiz en el año de 1812, pueda concluir tratados de paz y amistad con todos los nuevos estados de la América española, sobre la base del reconocimiento de su Independencia, y renuncia de todo derecho territorial o de soberanía.
México fue el primer país hispanoamericano que firma los tratados de paz y reconocimiento con España, lo que ocurre en el mismo año 1836. En el marco de la celebración de los bicentenarios de las independencias hispanoamericanas se sucede un hecho inédito en la historia de América con la permuta de banderas de guerra españolas y mexicanas enfrentadas en el conflicto por la independencia hispanoamericana.  México recibe 2 banderas insurgentes perdidas en Puente de Calderón y España recupera 2 estandartes de la Invasión Española derrotada en Tampico, Mx.
| Fecha                   | Bandera | País        | Gobiernos americanos                                                              | Gobiernos españoles |
| ----------------------- | ------- | ----------- | --------------------------------------------------------------------------------- | --- |
| 28 de diciembre de 1836 |         | México      | Presidente José Justo Corro Miguel Santa María                                    | Regente María Cristina de Borbón, viuda de Fernando VII José María Calatrava                                                    |
| 10 de mayo de 1850      |         | Costa Rica  | Presidente Juan Rafael Mora Porras                                                | Reina Reina Isabel II |
| 24 de julio de 1850     |         | Nicaragua   | Presidente Norberto Ramírez Plenipotenciario José de Marcoleta                    | Reina Isabel II Presidente del Consejo de Ministros Ramón María Narváez Plenipotenciario Pedro José Pidal                       |
| 29 de mayo de 1863      |         | Guatemala   | Presidente Rafael Carrera y Turcios Plenipotenciario Felipe del Barrio Larrazábal | Reina Isabel II Presidente del Consejo de Ministros y Plenipotenciario Manuel Pando Fernández de Pinedo                         |
| 24 de junio de 1865     |         | El Salvador | Presidente Francisco Dueñas Plenipotenciario Juan Víctor Herrán                   | Reina Isabel II Presidente del Consejo de Ministros Leopoldo O'Donnell Plenipotenciario Manuel Bermúdez de Castro y Díez        |
| 17 de noviembre de 1894 |         | Honduras    | Presidente Policarpo Bonilla Plenipotenciario José Diego Gámez                    | Regente María Cristina de Austria Presidente del Consejo de Ministros Práxedes Mateo Sagasta Plenipotenciario Julio de Arellano |

El Imperio Mexicano, que abarcó momentáneamente al Reino de Guatemala, es abolido en 1823 y da origen a los Estados Unidos Mexicanos. Las Provincias Centroamericanas continuaron su proceso de independencia, declarado el 15 de septiembre de 1821, con la formación de las Provincias Unidas de Centroamérica. Las Provincias Unidas del Centro de América, compuesta por las provincias del Reino de Guatemala que habían declarado su independencia de España en 1821, se forma al separarse del Imperio mexicano y desde el año 1824 se llama República Federal de Centroamérica, y se desintegra finalmente en los siguientes estados con los que España firma sus correspondientes tratados bilaterales de reconocimiento y Paz: Costa Rica, primero entre 1829 y 1831 y definitivamente en 1838; Nicaragua en abril de 1838; Guatemala en abril de 1839; Honduras en 1839; El Salvador en 1839 y formalmente el 31 de enero de 1841. Además de adquirir la Florida española en 1819, los Estados Unidos de América se anexionarán a su territorio antiguas posesiones de Nueva España ya independientes: la República de Texas, y mediante el Tratado de Guadalupe Hidalgo, el norte del estado mexicano independiente. Por último durante la Guerra hispano-estadounidense de 1898 los últimos territorios coloniales de Filipinas, Cuba y Puerto Rico dejan de formar parte de España.